# Frivilliga räddningstjänsten
Frivilliga räddningstjänsten (fi. Vapepa, Vapaaehtoinen pelastuspalvelu) grundades 1964, för att kunna bistå myndigheter framförallt vid efterspaningar av försvunna personer.
Den frivilliga räddningtjänsten täcker hela Finland. Det finns 1 332 alarmgrupper och cirka 30 000 frivilliga. Många frivilligorganisationer är med i verksamheten: marthorna, radioamatörerna, olika idrottsförbund, frivilliga försvarsorganisationer, båtförbundet, scouterna, läkarförbundet, räddningshundsförbundet, jägarförbundet och så vidare, sammanlagt ett femtiotal nationella organisationer. Verksamhet leds av Finlands Röda Kors.
Organisationen bildades efter en omfattande efterspaning sedan en femårig flicka gått vilse i Muonio 1963. Många frivilliga deltog och man upplevde att man behövt en bättre organisation.